# Larry L. Stukenholtz
Larry Lee Stukenholtz (Broken Bow, Nebraska, 5 april 1957) is een Amerikaans componist, muziekpedagoog en dirigent.

## Levensloop
Stukenholtz studeerde aan de Wichita Staatsuniversiteit in Wichita, waar hij zijn Bachelor of Music behaalde. Aansluitend studeerde hij aan de Universiteit van Michigan in Ann Arbor en behaalde daar zijn Master of Music en promoveerde tot Doctor of Musical Arts. Hij werd directeur van de koren en koraal-ensembles en assistant professor aan de Mater Dei High School, Santa Ana, Californië. Eveneens was hij dirigent van de koren van de St. Juliana kerk in Chicago, Illinois en instructeur voor koraal muziek aan het Cerritos College in Norwalk, Californië. Verder werkte hij als professor aan het St. Louis Community College in Meramec, Missouri. 
Naast andere werken schreef hij in 1988 een compositie Expansions: Concerto For Marimba & Band.